# Phlox aculeata
Phlox aculeata är en blågullsväxtart som beskrevs av Aven Nelson. Phlox aculeata ingår i släktet floxar, och familjen blågullsväxter. Inga underarter finns listade i Catalogue of Life.